# シャンブル・ドット
シャンブル・ドットとは、フランス語の「Chambre d'hôte」のカタカナ表記。
シャンブルとは寝室、オット（オートhôte）とはオーナーないしホストのこと。
一般家庭のゲストルームを宿泊に提供し、大抵は朝食が宿泊料に含まれる。
フランスはもとより、近隣欧州国ではよく知られ、比較的安く泊まれるため、人気が高い。
しかし、民家に1つないし複数のゲストルームを持つオーナーが運営する性質上、都市中心部には少なく、郊外に多いため、車がないとアクセスしにくい現状があるため、日本からの旅行者の間での知名度は、まだ低い。
また、ターブル・ドット（Table d'hôte）と呼ばれるサービスを提供するシャンブル・ドットでは、昼又は夕食を、宿泊料金とは別途かかるが、食事の提供が受けられるなど、一口にシャンブル・ドットと言っても、ややサービスに幅がある。